# Mac DeMarco
MacBriare Samuel Lanyon DeMarco (n. Vernor Winfield MacBriare Smith IV; n. 30 aprilie 1990, Duncan⁠(d), British Columbia, Canada) este un cântăreț, compozitor, multiinstrumentist și producător canadian. DeMarco a lansat cinci albume de studio, 2 (2012), Salad Days (2014), This Old Dog (2017), Here Comes the Cowboy (2019) și Five Easy Hot Dogs (2023). În plus, a lansat minialbumele Rock and Roll Night Club în 2012 și Another One în 2015, împreună cu compilația One Wayne G în 2023. Stilul său de muzică a fost descris ca „blue wave” și „slacker rock”, sau, de către DeMarco însuși, „jizz jazz”.

## Viața și cariera
DeMarco s-a născut în Duncan, Columbia Britanică, și a crescut în Edmonton, Alberta. Străbunicul său este Vernor Smith, fostul ministru al Căilor Ferate și Telefoanelor din Alberta, pentru care a fost numit DeMarco, iar bunicul său (numit și Vernor Winfield McBriare Smith) a fost judecător al Curții King's Bench din Alberta.

## Discografie

### Albume de studio
- 2 (2012)
- Salad Days (2014)
- This Old Dog (2017)
- Here Comes the Cowboy (2019)
- Five Easy Hot Dogs (2023)